# Dominikuskirche (Nysa)

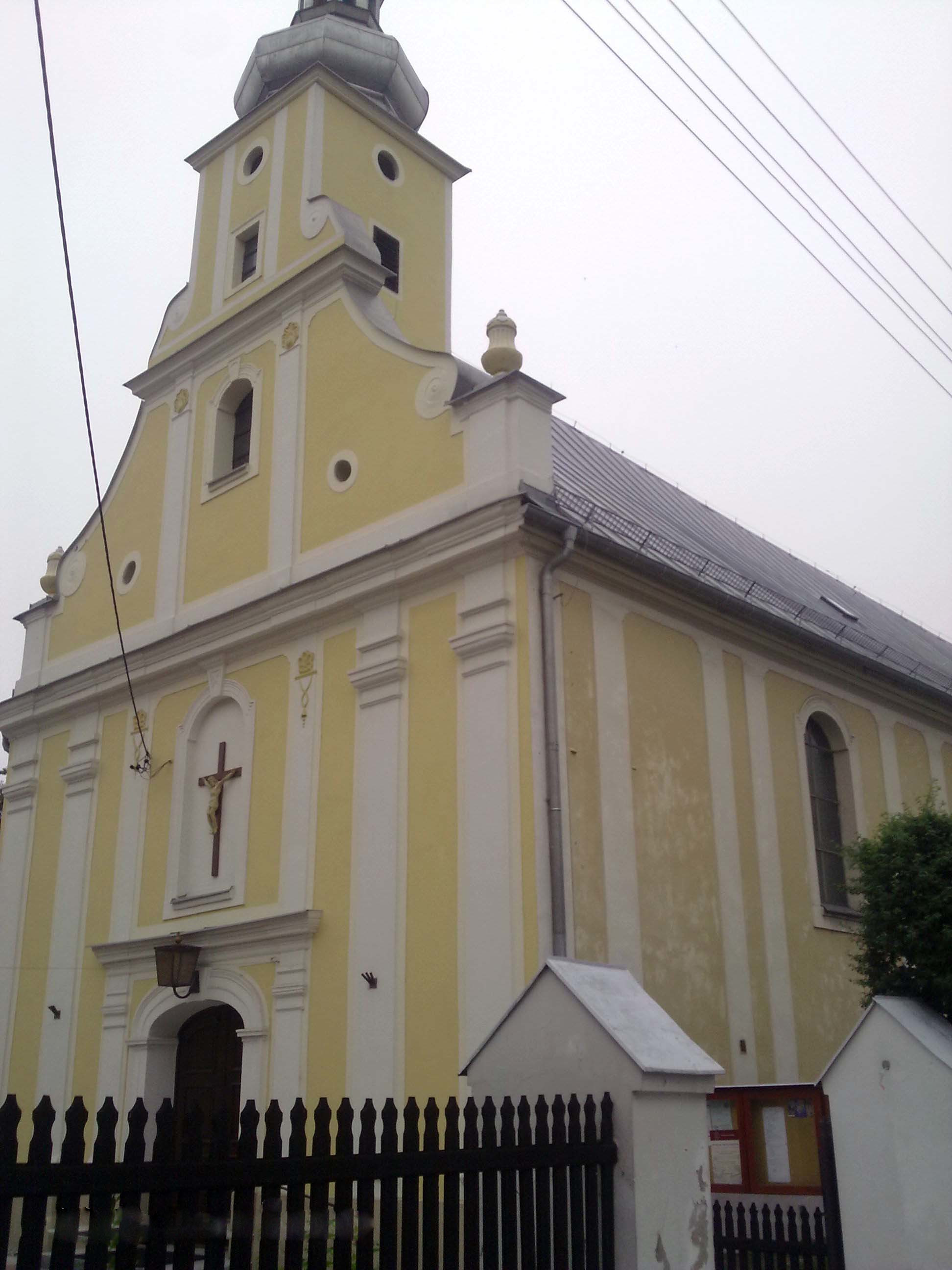
Dominikuskirche (2012)

Die Kirche St. Dominikus (polnisch Kościół św. Dominika) ist eine römisch-katholische Kirche in der schlesischen Stadt Nysa (deutsch Neisse). Das Gotteshaus steht in der Friedrichsstadt (poln. Fryderykowo), einem Stadtteil links der Glatzer Neiße. Die Kirche ist die Hauptkirche der Pfarrei St. Dominikus (Parafia św. Dominika) in Nysa.

## Geschichte
Die katholische Kirche mit angrenzendem Klosterbau entstand Ende des 18. Jahrhunderts. Vollendet wurde der Bau 1788. Bis zur Säkularisation im Jahr 1810 wurden Kloster und Kirche durch die Dominikaner verwaltet. Nach 1810 wurde das Klostergebäude zum Krankenhaus umfunktioniert.
Die Pfarrei St. Dominikus wurde 1914 gegründet. Zuvor war die Kirche eine Filiale der Pfarrei St. Jakobus. Ende des Zweiten Weltkriegs wurden Kloster und Kirche beschädigt. Das Pfarrhaus wurde komplett zerstört. In den 1950er Jahren erfolgte ein Wiederaufbau des Klosters und der Kirche. Zwischen 1984 und 1986 wurde die Kirche grundlegend saniert. Im Klostergebäude befindet sich heute ein Gymnasium.

## Architektur
Der barocke Saalbau besitzt einen Giebelreiter und einen barocken Turmhelm. Im Innenraum befinden sich Freskenmalereien aus dem Ende des 18. Jahrhunderts. Diese stellen Szenen aus dem Leben des heiligen Dominikus dar. Die Innenausstattung wurde im Rokokostil errichtet. Das Hauptaltargemälde stellt den hl. Dominikus dar.
Das angrenzende Klostergebäude wurde in einer L-Form im barocken Stil errichtet. Mitte des 19. Jahrhunderts wurde das Gebäude im klassizistischen Stil erweitert.